# تبار آمریکایی
عبارت تبار آمریکایی (انگلیسی: American ancestry) به افرادی در ایالات متحده اشاره دارد که منشأ یا تبار اجدادی خود را به عنوان «آمریکایی» معرفی می‌کنند، نه گروه‌های نژادی و قومی شناخته شده رسمی که بخش عمده‌ای از مردم آمریکا را تشکیل می‌دهند. اکثر این پاسخ‌دهندگان آمریکایی‌های سفیدپوستی هستند که از ریشه‌های قومی اجدادی اصلی خود دور هستند و دیگر با آنها خود را شناسایی نمی‌کنند.
در جنوب ایالات متحده به‌طور کلی، ۱۱٫۲ درصد تبار «آمریکایی» را گزارش کردند که پس از آمریکایی‌های آفریقایی‌تبار در رتبه دوم قرار دارد. آمریکایی چهارمین نسب رایج گزارش شده در غرب میانه (۶٫۵٪) و غرب (۴٫۱٪) بود. همه ایالت‌های جنوبی به جز دلاور، مریلند، فلوریدا و تگزاس ۱۰٪ یا بیشتر آمریکایی را گزارش کردند، اما در خارج از جنوب، تنها میسوری و ایندیانا این کار را کردند.
مطالعات نشان می‌دهد که تعداد زیادی از آمریکایی‌های سفیدپوست، به ویژه در جنوب، خود را به سادگی «آمریکایی» معرفی می‌کنند و هویت قومی خاصی را ذکر نمی‌کنند. این ممکن است به دلیل دوری از ریشه‌های مهاجرتی، اختلاط قومی، یا تمایل به داشتن یک هویت ملی ساده باشد. تجزیه و تحلیل ژنتیکی نیز نشان می‌دهد که بسیاری از این افراد در واقع تبار بریتانیایی یا ایرلندی دارند.

## پیشینه
در گذشته، افرادی مانند تئودور روزولت معتقد بودند که یک «نژاد آمریکایی» متمایز در آمریکا شکل گرفته است. این دیدگاه با بومی‌گرایی آمریکایی که در قرن ۱۹ و اوایل قرن ۲۰ رواج داشت، مرتبط بود. بومی‌گرایان، عمدتاً پروتستان‌های قدیمی از اروپای شمالی و غربی، مهاجران کاتولیک را تهدیدی برای ارزش‌های آمریکایی می‌دانستند. این احساسات منجر به شکل‌گیری جنبش‌ها و احزاب سیاسی ضد مهاجرت شد و در نهایت در قوانینی که مهاجرت را در دهه ۱۹۲۰ محدود می‌کرد، نمود پیدا کرد.

## آمارها
طبق داده‌های سرشماری ۲۰۰۰ ایالات متحده آمریکا، تعداد فزاینده‌ای از شهروندان ایالات متحده به سادگی در پاسخ به سؤال مربوط به تبار خود، «آمریکایی» را ذکر می‌کنند. دفتر سرشماری گزارش می‌دهد که تعداد افرادی که در ایالات متحده «آمریکایی» و هیچ تبار دیگری را گزارش نکرده‌اند، از ۱۲٫۴ میلیون نفر در سال ۱۹۹۰ به ۲۰٫۲ میلیون نفر در سال ۲۰۰۰ افزایش یافته است. این افزایش نشان دهنده بزرگ‌ترین رشد عددی هر گروه قومی در ایالات متحده در طول دهه ۱۹۹۰ است. ایالتی که بیشترین افزایش را در دو سرشماری گذشته داشته است، تگزاس بوده است، جایی که در سال ۲۰۰۰، بیش از ۱٫۵ میلیون نفر از ساکنان گزارش کردند که «تبار آمریکایی» دارند.
در سرشماری ۱۹۸۰ ایالات متحده آمریکا، ۲۶ درصد از ساکنان ایالات متحده اظهار داشتند که آمریکایی‌های انگلیسی‌تبار هستند و در آن زمان بزرگ‌ترین گروه بودند. در سرشماری سال ۲۰۰۰ ایالات متحده، ۶٫۹ درصد از جمعیت آمریکا خود را به عنوان «تبار آمریکایی» معرفی کردند. چهار ایالتی که اکثریت جمعیت آن‌ها تبار آمریکایی را گزارش کردند عبارتند از: آرکانزاس (۱۵٫۷٪)، کنتاکی (۲۰٫۷٪)، تنسی (۱۷٫۳٪) و ویرجینیای غربی (۱۸٫۷٪). درصد قابل توجهی از جمعیت‌های آلاباما (۱۶٫۸٪)، میسیسیپی (۱۴٫۰٪)، کارولینای شمالی (۱۳٫۷٪)، کارولینای جنوبی (۱۳٫۷٪)، جورجیا (۱۳٫۳٪) و ایندیانا (۱۱٫۸٪) نیز تبار آمریکایی را گزارش کردند.

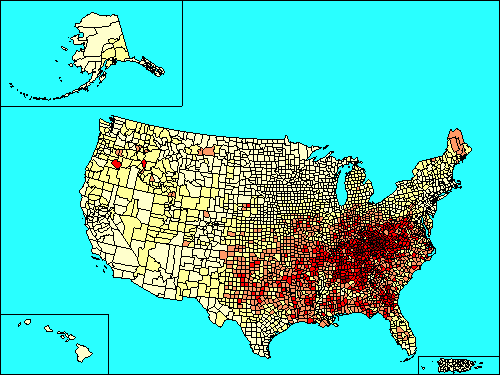
نقشه‌ای که مناطق قرمز را با غلظت بالای افرادی که خود را دارای‌تبار «آمریکایی» در سال ۲۰۰۰ گزارش کرده‌اند، نشان می‌دهد

در کل جنوب ایالات متحده آمریکا، ۱۱٫۲ درصد تبار «آمریکایی» را گزارش کردند که پس از سیاه‌پوستان آمریکا در رتبه دوم قرار دارد. آمریکایی چهارمین نسب رایج گزارش شده در غرب میانه (۶٫۵٪) و غرب (۴٫۱٪) بود. همه ایالت‌های جنوبی به جز دلاور (ایالت)، مریلند، فلوریدا و تگزاس ۱۰٪ یا بیشتر آمریکایی را گزارش کردند، اما در خارج از جنوب، تنها میزوری و ایندیانا این کار را کردند. آمریکایی یکی از پنج نسب برتر گزارش شده در تمام ایالت‌های جنوبی به جز دلاور، در چهار ایالت غرب میانه هم‌مرز با جنوب (ایندیانا، کانزاس، میزوری و اوهایو) و همچنین آیووا و در شش ایالت شمال غربی (کلرادو، آیداهو، اورگن، یوتا، واشینگتن (ایالت)، وایومینگ) بود، اما تنها یک ایالت شمال شرقی، مِین، این گونه بود. الگوی مناطقی با سطوح بالای آمریکایی مشابه مناطقی با سطوح بالای عدم گزارش هیچ نسب ملی است.
در American Community Survey سال ۲۰۱۴، آلمانی آمریکایی‌ها (۱۴٫۴٪)، آمریکایی‌های ایرلندی‌تبار (۱۰٫۴٪)، آمریکایی‌های انگلیسی‌تبار (۷٫۶٪) و آمریکایی‌های ایتالیایی‌تبار (۵٫۴٪) چهار گروه بزرگ اروپایی بودند که خود را در ایالات متحده معرفی کردند و ۳۷٫۸ درصد از کل جمعیت را تشکیل می‌دادند. با این حال، جمعیت‌شناسی انگلیسی، اسکاچ-ایرلندی آمریکایی‌ها و آمریکایی‌های بریتانیایی‌تبار به‌طور جدی کمتر از حد واقعی در نظر گرفته می‌شود، زیرا ۶٫۹ درصد از پاسخ‌دهندگان به سرشماری ایالات متحده که خود را به سادگی «آمریکایی» معرفی می‌کنند، عمدتاً از این تبارها هستند.